# 蒙塔尼奥勒 (阿韦龙省)
蒙塔尼奥勒（法語：Montagnol，法語發音：[mɔ̃taɲɔl]）是法国阿韦龙省的一个市镇，属于米约区。

## 地理
蒙塔尼奥勒（43°50'18"N, 3°0'48"E）面积34.47 平方千米，位于法国奧克西塔尼大區阿韦龙省，该省份为法国南部内陆省份，位于法國中央高原南部，北起顺时针与康塔爾省、洛泽尔省、加尔省、埃罗省、塔恩省、塔恩-加龙省和洛特省接壤。
与蒙塔尼奥勒接壤的市镇（或旧市镇、城区）包括：法耶、马尔纳格和拉图尔、丰达芒特、索尔格河畔圣费利克斯、锡尔瓦内斯、托里亚克-德卡马雷斯、塞耶和罗科泽勒。

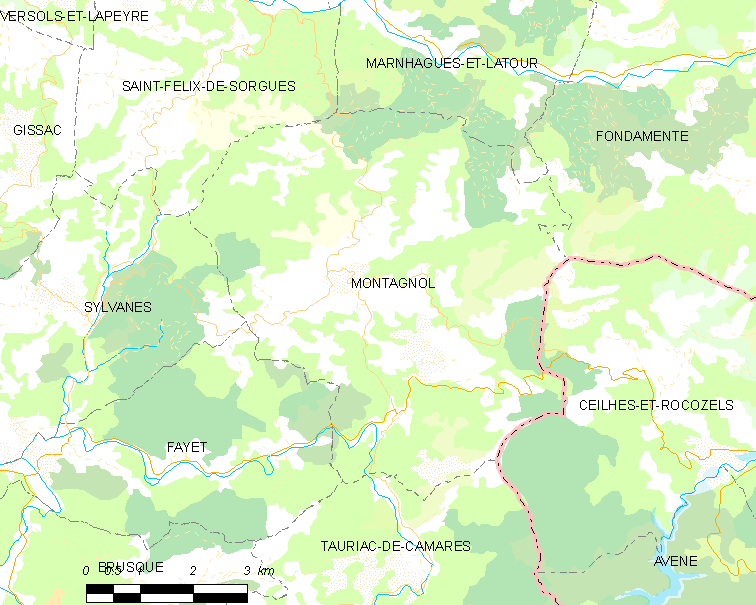
的OSM定位图

蒙塔尼奥勒的时区为UTC+01:00、UTC+02:00（夏令时）。

## 行政
蒙塔尼奥勒的邮政编码为12360，INSEE市镇编码为12147。

## 政治
蒙塔尼奥勒所属的省级选区为科斯-鲁日耶县。

## 人口

1962-2008年间人口变化图示

蒙塔尼奥勒于2022年1月1日时的人口数量为147人。